# Dominika Fiszer
Dominika Aleksandra Fiszer z domu Owczarzak (ur. 23 marca 1994 w Poznaniu) – polska koszykarka, mistrzyni i reprezentantka Polski, występująca na pozycji rozgrywającej.
Jest wychowanką MUKS Poznań, w którego barwach debiutowała w sezonie 2010/2011 w I lidze, w sezonie 2011/2012 w ekstraklasie. W latach 2012–2015 reprezentowała barwy CCC Polkowice, z którym zdobyła mistrzostwo Polski w 2013, wicemistrzostwo Polski w 2014 i brązowy medal mistrzostw Polski w 2015. W latach 2015–2017 zawodniczka AZS UMCS Lublin. 16 maja 2017 podpisała umowę z zespołem Wisły Can-Pack Kraków. 22 listopada opuściła klub.
13 czerwca 2018 powróciła do zespołu z Lublina. W sierpniu nie przeszła pozytywnie badań medycznych i jej kontrakt z Pszczółką nie wszedł w życie. W październiku dołączyła po raz kolejny w karierze do CCC Polkowice.
Była reprezentantką Polski kadetek, juniorek (wystąpiła m.in. na mistrzostwach Europy w 2011 – 6 m., i 2012 – 14 m.) i młodzieżową reprezentantką Polski. Z reprezentacją Polski seniorek wystąpiła na mistrzostwach Europy w 2015, zajmując z drużyną 18. miejsce.
19 czerwca 2019 została zawodniczką Ślęzy Wrocław.
8 czerwca 2020 zawarła umowę z PolskąStrefąInwestycji Enea Gorzów Wielkopolski.

## Osiągnięcia
Stan na 22 lutego 2024, na podstawie, o ile nie zaznaczono inaczej.
Drużynowe
- Mistrzyni:
  - Polski (2013, 2019[9])
  - Polski juniorek starszych (2011)
- Wicemistrzyni Polski (2014)
- Brązowa medalistka mistrzostw Polski (2015, 2023[10])
- Zdobywczyni Pucharu Polski (2013, 2016, 2019)[11]
- Finalistka Pucharu Polski (2014, 2023[12], 2024[13])
- Uczestniczka rozgrywek Euroligi (2012–2014)
- Zwyciężczyni II Memoriału Franciszki Cegielskiej i Małgorzaty Dydek – Gdynia Super Team (2017)[14]

Indywidualne
- Zaliczona I składu:
  - kolejki OBLK (3, 9 – 2023/2024)[15][16]
  - mistrzostw Polski U-20 (2012)
- Liderka EBLK w asystach (2021)

Reprezentacja
- Uczestniczka mistrzostw Europy:
  - 2015 – 18. miejsce
  - U-20 (2013 – 12. miejsce, 2014 – 6. miejsce)
  - U-18 (2011 – 6. miejsce, 2012 – 14. miejsce)
  - U-16 (2009 – 10. miejsce, 2010 – 14. miejsce)
- Liderka mistrzostw Europy U-16 w asystach (2010)